# آبکاری کروم

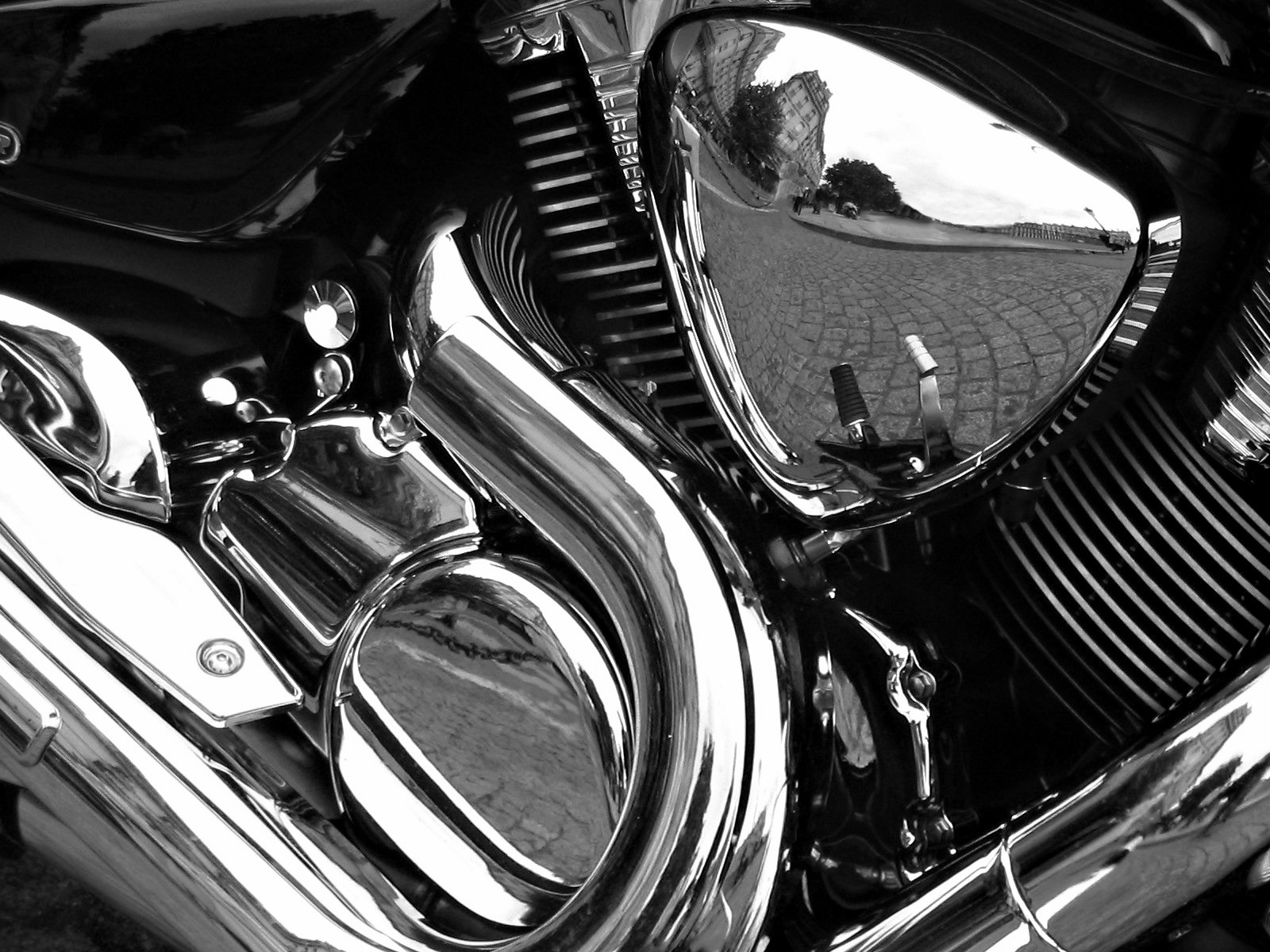
کروم تزئینی روی یک موتور

آبکاری کروم  (به انگلیسی: Chrome plating) روشی از آبکاری است که یک لایه نازک از کروم بر روی یک شی فلزی قرار می‌گیرد. لایه کروم می‌تواند تزئینی باشد، مقاومت در برابر خوردگی ایجاد کند، تمیز کردن سطح را آسان‌تر کند یا سختی سطح را افزایش دهد. گاه از مقلد کروم که هزینه کمتری دارد برای اهداف زیبایی استفاده می‌شود.

## فرایند
آب کاری یک سطح با کروم معمولاً شامل مراحل زیر است:
- چربی زدایی برای از بین بردن آلودگی شدید.
- تمیز کردن دستی برای از بین بردن تمام آثار باقیمانده از آلودگی و آلودگی‌های سطح.
- کارهای پیش که بسته به سطح قطعه مورد نظر متفاوت است.
- قرار دادن قطعه در محلول آب کاری کروم (پیش از شروع فرایند آبکاری) تا در آن گرم شود و دمای آن با دمای محلول برابر شود.[۲]
- اعمال جریان آبکاری تا زمان مورد نیاز برای رسیدن به ضخامت مورد نظر.

فرایندهای متفاوتی در طول آب کاری با کروم ممکن است انجام شود و این برآیندها بسته به ویژگی‌های سطحی که مورد آب کاری قرار می‌گیرد متفاوت هستند. بسترهای مختلف به محلولهای مختلف اچینگ مانند اسیدهای هیدروکلریک اسید، هیدروفلوئوریک اسید و سولفوریک اسید نیاز دارند. همچنین فریک کلرید برای اچینگ آلیاژهای nimonic محبوب است. بعضی اوقات قطعه مورد نظر در حالی که از نظر الکتریکی زنده است وارد محلول آب کاری کروم می‌شود. بعضی اوقات آلیاژ دارای آند سازگار است که از سرب / قلع یا تیتانیوم پلاتینه ساخته می‌شود. در تهیه قطعات تزئینی به روش آب کاری با کروم از فرایندهای مختلف اتمام و صیقل دادن سطح استفاده می‌شود. مواد شیمیایی مورد استفاده در آب کاری کروم بسیار شیمیایی هستند و برای محیط زیست بسیار خطرناک هستند. دفع این مواد شیمیایی در اکثر کشورها قوانین خاص به خودش را دارد.

## کروم شش ظرفیتی
در آبکاری کروم شش ظرفیتی که با نام‌های هگزا کروم، Cr6 + و کروم (VI) نیز شناخته می‌شود، از تری‌اکسید کروم (که به آنهیدرید کروم نیز معروف است) به عنوان ماده اصلی استفاده می‌شود. محلول کروم شش ظرفیتی برای آبکاری تزئینی و سخت، آنودیزه کردن کرومیک اسید و … استفاده می‌شود.
مراحل یک فرایند آبکاری کروم شش ظرفیتی معمول عبارت است از: (۱) حمام فعال سازی، (۲) حمام کروم و (۳) آبکشی. حمام فعال سازی معمولاً مخزنی از اسید کرومیک است که جریان معکوس در آن وجود دارد. این کار سطح قطعه کار را اچ می‌کند و هر مقیاسی را از بین می‌برد. در بعضی موارد مرحله فعال سازی در حمام کروم انجام می‌شود. حمام کروم مخلوطی از تری‌اکسید کروم (CrO3) و اسید سولفوریک (سولفات، SO4) است که نسبت آنها بین ۷۵: ۱ تا ۲۵۰: ۱ از نظر وزنی متفاوت است. این ترکیب یک محیط بسیار اسیدی (pH=۰) را می‌سازد. دما و چگالی جریان در حمام بر میزان براق بودن و پوشش نهایی تأثیر می‌گذارد. برای پوشش تزئینی دما از ۳۵ تا ۴۵ درجه سانتیگراد (۱۰۰ تا ۱۱۰ درجه فارنهایت) متفاوت است، اما برای پوشش سخت از ۵۰ تا ۶۵ درجه سانتیگراد (۱۲۰ تا ۱۵۰ درجه فارنهایت) متفاوت است. دما نیز به چگالی جریان بستگی دارد، زیرا چگالی جریان بالاتر به دمای بالاتر نیاز دارد. در نهایت کل حمام برای ثابت نگه داشتن دما و دستیابی به رسوب یکنواخت تحریک می‌شود.

### معایب
یکی از معایب آبکاری کروم شش ظرفیتی در عملکرد، کارایی پایین کاتد است که منجر به قدرت پرتاب بد می‌شود. این به این معنی است که یک پوشش غیر یکنواخت در سطح جسم به جا می‌ماند که تأثیر آن در لبه‌ها بیشتر و در نقاط داخلی و سوراخ‌ها کمتر است. یکی از راه حل‌هایی که برای حل کردن این مشکل استفاده می‌شود این است که ابتدا قطعه را بیش از حد مورد نیاز آبکاری می‌کنند و سپس آن را برای رسیدن به ضخامت مطلوب می‌تراشند یا می‌توان از آندهای کمکی در اطراف مناطق سخت صفحه، استفاده کرد.
از نظر بهداشتی، کروم شش ظرفیتی سمی‌ترین شکل کروم است. در ایالات متحده، آژانس حفاظت از محیط زیست به شدت فرآیندهای وابسته به آن را زیر نظر دارد. سازمان حفاظت محیط زیست کروم شش ظرفیتی را به عنوان یک آلاینده خطرناک هوا ذکر کرده‌است همچنین کروم شش ظرفیتی ماده‌ای سرطان زا برای انسان است. به دلیل بازده کاتدیک پایین و گرانروی زیاد محلول، غباری سمی متشکل از آب و کروم شش ظرفیتی از محلول آزاد شده و وارد هوا می‌شود. از تصفیه کننده‌های مرطوب برای کنترل میزان این انتشار استفاده می‌شود. ترشحات حاصل از تصفیه کننده‌ها جدا شده و تصفیه می‌شوند تا رسوب کروم از آن جدا شود و در آب چیزی باقی نماند و وارد محیط زیست نشود.
زباله‌های سمی اضافی ایجاد شده در حمام کروم شش ظرفیتی شامل کرومات سرب است که به دلیل استفاده از آندهای سرب در حمام، تشکیل می‌شود. همچنین از باریم برای کنترل غلظت سولفات استفاده می‌شود که منجر به تشکیل سولفات باریم (BaSO4) می‌شود.

## انواع

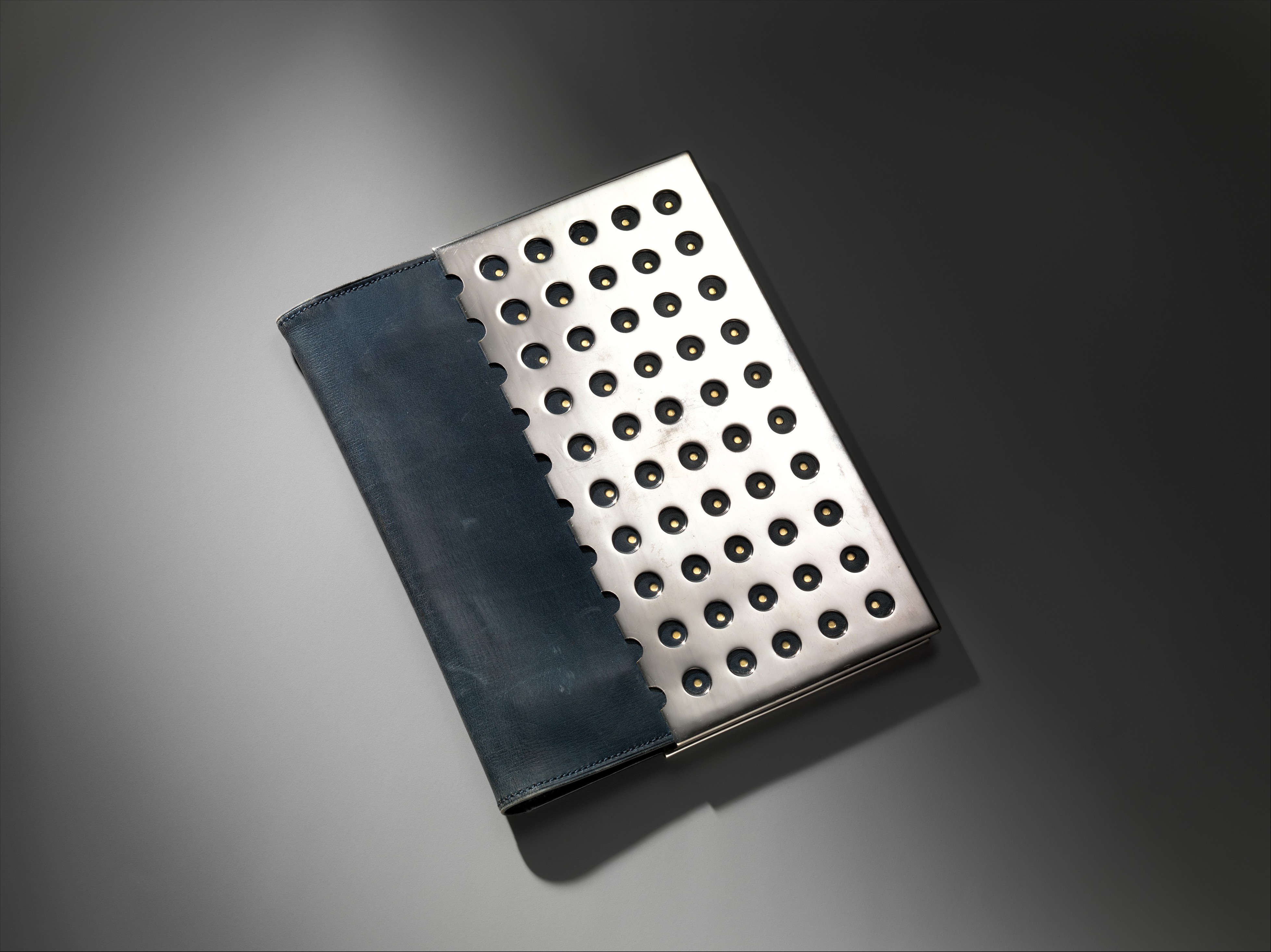
پوشش کروم تزئینی

### تزئینی
کروم تزئینی برای زیبایی طراحی شده‌است. ضخامت‌های معمول در استفاده از کروم تزئینی از ۰٫۰۰۲ تا ۰٫۰۲ میلی‌متر (۰٫۰۵ تا ۰٫۵ میکرومتر) متفاوت هستند، با این حال، ضخامت‌های معمول و پرکاربرد بین ۰٫۰۰۵ تا ۰٫۰۱ میلی‌متر (۰٫۱۳ تا ۰٫۲۵ میکرون) متغیر هستند. آبکاری کروم معمولاً روی آبکاری نیکل روشن اعمال می‌شود. مواد پایه معمول شامل: فولاد، آلومینیوم، پلاستیک، آلیاژهای مس و آلیاژهای روی هستند. آبکاری کروم تزئینی همچنین بسیار مقاوم در برابر خوردگی است و اغلب در قطعات خودرو، ابزار و وسایل آشپزخانه استفاده می‌شود.

### سخت

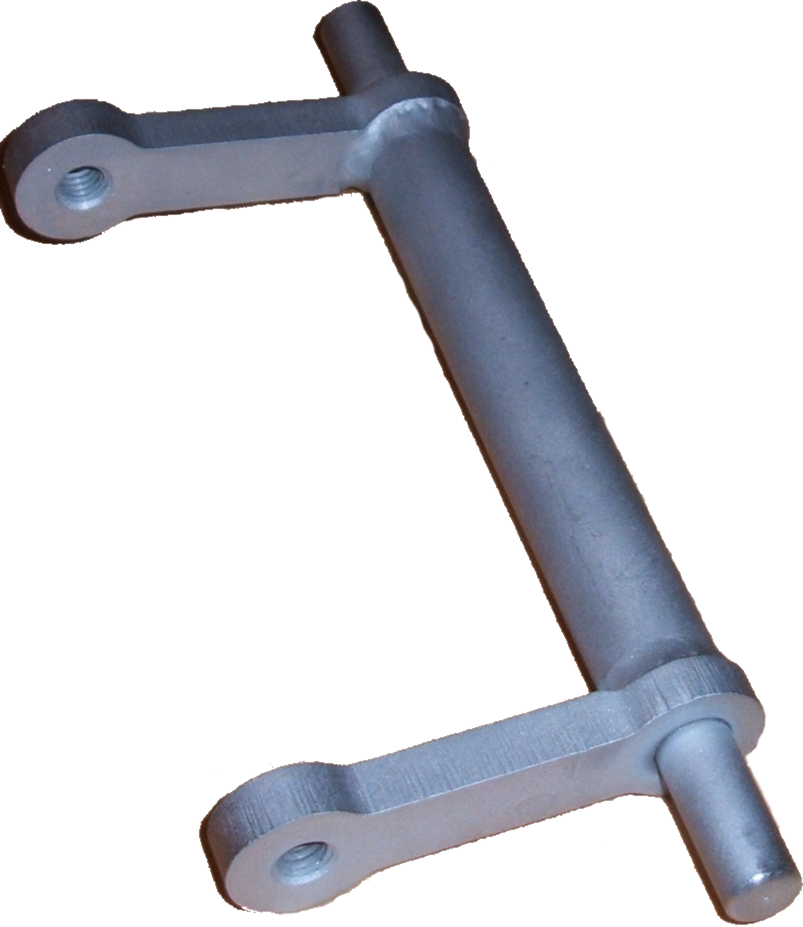
پوشش کروم سخت

کروم سخت، همچنین به عنوان کروم صنعتی، کروم گونا، یا کروم مهندسی شناخته می‌شود، برای کاهش اصطکاک، بهبود دوام از طریق افزایش تحمل در برابر سایش و به‌طور کلی مقاومت در برابر سایش، به حداقل رساندن جرقه زدن قطعات، گسترش بی اثر بودن شیمیایی که شامل مجموعه ای گسترده از حالات می‌شود (مانند مقاومت در برابر اکسیداسیون)، و افزایش حجم قطعات فرسوده برای بازگرداندن آن‌ها به ابعاد اصلی، مورد استفاده قرار می‌گیرد. کروم سخت ضخیم‌تر از کروم تزئینی است. ضخامت‌های استاندارد در آن در محدوده ۰٫۰۲ تا ۰٫۰۴ میلی‌متر (۲۰ تا ۴۰ میکرومتر) متغیر است، اما برای مقاومت در برابر سایش بیشتر می‌تواند به ترتیب ضخیم‌تر باشد، در چنین مواردی ۰٫۱ میلی‌متر (۱۰۰ میکرومتر) یا ضخیم‌تر، نتایج بهینه را فراهم می‌کند. برای دست یابی به این ضخامت‌ها در فرایند محدودیت‌هایی وجود دارد. برای غلبه بر این محدودیت‌ها ابتدا سطح قطعه را بیش از ضخامت مورد نیاز آب کاری می‌کنند و سپس برای رسیدن به ضخامت دلخواه سطح قطعه را می‌تراشند. قطعه‌هایی که با توجه به هندسه‌های میدان الکتریکی به شکل ایدئال شکل نگرفته‌اند (تقریباً هر قطعه ای که برای آبکاری ارسال می‌شود، به جز کره‌ها و اجسام تخم مرغ شکل) برای جبران رسوب غیر یکنواخت، به آبکاری حتی ضخیم‌تری نیز احتیاج دارند و قسمت عمده رسوب هنگام سنگ زنی قطعه برای رسیدن به ابعاد دلخواه هدر می‌رود.
«پوشش‌های مهندسی شده» مدرن از چنین اشکالاتی برخوردار نیستند، که اغلب فقط به دلیل هزینه پایین آن نسبت کروم سخت ترجیح داده می‌شود. فناوری‌های جایگزین کروم سخت از نظر مقاومت در برابر سایش، مقاومت در برابر خوردگی و هزینه از کروم سخت سرتر هستند. سختی ۸۰ راکول برای چنین موادی خیلی خوب نیست. رسوب دهی به‌وسیلهٔ اسپری، ضخامت یکنواخت که معمولاً نیازی به پرداخت یا تراش بیشتر ندارد، از ویژگیهای استاندارد پوشش‌های مهندسی مدرن است. این پوشش‌ها اغلب ترکیبی از پلیمرها، فلزات و پودرهای سرامیکی یا الیاف هستند که از آن‌ها به عنوان حق ثبت اختراع یا راز کسب و کار به‌طور ویژه محافظت می‌شود.